# Krzaki (Chlebna)
Krzaki – część wsi Chlebna w Polsce położona w województwie podkarpackim, w powiecie krośnieńskim, w gminie Jedlicze.
W latach 1975–1998 Krzaki administracyjnie należały do województwa krośnieńskiego.